# Бабаев, Ораз
Ораз Бабаев (1900 год, Мервский уезд, Закаспийская область, Туркестанский край, Российская империя — 1969 год, Байрам-Алийский район, Марыйская область, Туркменская ССР) — старший чабан каракулеводческого совхоза «Равнина» Министерства внешней торговли СССР, Байрам-Алийский район, Марыйская область, Туркменская ССР. Герой Социалистического Труда (1948).

## Биография
Родился в 1900 году в крестьянской семье в одном из сельских населённых пунктов Мервского уезда Закаспийской области.
Окончил начальную школу. Трудился в животноводстве. С 1932 года — чабан, старший чабан в каракулеводческом совхозе «Равнина» Байрам-Алинского района, директором которого был Павел Иванович Жданович.
На протяжении десятилетия бригада под руководством Ораза Бабаева показывала высокие результаты в овцеводстве, сдавая ежегодно в среднем с каждой овцы более трёх килограмм шерсти и выращивая около 120 ягнят с каждой сотни овцематок. В 1947 году бригада чабанов содержала на начало года отару в 909 овцематок и получила 91,6 % каракульских смушек первых сортов от общего числа сданных смушек. Было сдано в среднем по 106 ягнят к отбивке на каждые 100 овцематок. Указом Президиума Верховного Совета СССР от 15 сентября 1948 года удостоен звания Героя Социалистического Труда за «получение в 1947 году высокой продуктивности животноводства при выполнении колхозом обязательных поставок сельскохозяйственных продуктов и плана развития животноводства по всем видам скота» с вручением ордена Ленина и золотой медали «Серп и Молот».
Этим же Указом званием Героя Социалистического Труда были также награждены директор совхоза «Равнина» Павел Иванович Жданович, зоотехник Семён Борисович Браславский, управляющий второй фермой Беки Мамедтачев, управляющий третьей фермой Нурберген Карабашев и чабаны Чары Бабаев, Кенес Биркулаков, Усербай Кульбатыров.
В 1960 году вышел на пенсию. Персональный пенсионер союзного значения. Проживал в Байрам-Алийском районе (сегодня — Байрамалинский этрап).
Умер в 1969 году.